# Kühmoossee
Der Kühmoossee ist ein künstliches Gewässer im Landkreis Ostallgäu. Er befindet sich in einer Seenlandschaft im Ostallgäu, zusammen mit Forggensee, Bannwaldsee, sowie dem kleineren Schapfensee. Der kleine See wird zum Baden und von Anglern genutzt.